# Маріо Корсо
Маріо Корсо (італ. Mario Corso; 25 серпня 1941, Верона — 20 червня 2020) — італійський футболіст, що грав на позиції флангового півзахисника. По завершенні ігрової кар'єри — тренер.
Майже всю ігрову кар'єру провів в «Інтернаціонале», був частиною так званого Великого «Інтера» 1960-х років. Грав за національну збірну Італії.
Чотириразовий чемпіон Італії. Дворазовий володар Кубка чемпіонів УЄФА. Дворазовий володар Міжконтинентального кубка.

## Клубна кар'єра

Корсо у формі «Інтера» на початку 1970-х

Народився 25 серпня 1941 року у Вероні. Вихованець футбольної школи місцевого клубу «Аудаче Сан Мікеле», за основну команду якого 1956 року дебютував у дорослому футболі.
Юного футболіста помітили представники міланського «Інтернаціонале», до складу якого він приєднався 1957 року. За основну команду нового клубу дебютував у липні того ж року у віці 16 років і 322 днів, вийшовши на поле у грі Кубка Італії проти «Комо». Цю гру «Інтер» виграв із рахунком 3:0, а Корсо став автором другого гола своєї команди, ставши таким чином наймолодшим автором забитого гола в історії «нерадзуррі». 23 листопада того ж 1957 року дебютував в іграх Серії A, після чого почав отримувати дедалі більше ігрового часу і в сезоні 1959/60 вже став стабільним гравцем основного складу міланського гранда.
1960 року на тренерський місток «Інтера» прийшов Еленіо Еррера, який почав побудову команди, якій судилося увійти в історію як Великий «Інтер» (італ. La Grande Inter). У тактичних побудовах тренера Корсо відводилося місце на лівому фланзі півзахисту, де він проривався до лицьової лінії, звідки здійснював навіси або простріли, які нерідко ставали гольовими передачами. Іноді міг переходити на правий фланг, звідки на підступах до воріт суперника зміщувався у центральну зону і наносив удар по воротах зі своєї сильної лівої ноги.
Протягом 1960-х років «Інтер» із Корсо у складі чотири рази виходив переможцем у чемпіонаті Італії, двічі поспіль, у розіграшах 1963/64 і 1964/65 років ставав володарем Кубка чемпіонів УЄФА, у ті ж роки вигравав й Міжконтинентальний кубок. З 1967 року, коли команду залишив Армандо Піккі, Корсо був її капітаном. Загалом за «Інтернаціонале» протягом шістнадцяти сезонів відіграв у більш ніж 500 офіційних матчах, включаючи 414 ігор Серії A, назавжди закріпивши за собою місце в історії міланського клубу.
Завершував ігрову кар'єру у «Дженоа», якій у сезоні 1973/74 не зміг допомогти залишитися у Серії A. Наступного сезону провів декілька ігор у Серії B, після чого 33-річний на той час гравець вирішив завершити виступи на футбольному полі.

## Виступи за збірну
Навесні 1961 року дебютував в офіційних матчах у складі національної збірної Італії. Згодом брав участь у матчах відбору на ЧС-1962, проте до заявки на фінальну частину мундіалю не потрапив через конфлікт із наставником італійської команди Едмондо Фаббрі. Однак з 1963 року тренер знову почав викликати Корсо до лав збірної, з 1967 року він отримував виклики вже від нового очільника тренерського штабу національної команди Ферруччо Валькареджі.
Загалом протягом кар'єри у національній команді, яка тривала 11 років, провів у її формі 23 матчі, забивши 4 голи. При цьому жодного разу не був включений до заявки італійців на великі міжнародні турніри, учасниками яких вони були протягом 1960-х років, включаючи переможний домашній Євро-1968.

## Кар'єра тренера
Розпочав тренерську кар'єру невдовзі по завершенні кар'єри гравця, 1978 року, очоливши команду дублерів «Наполі», яку за результатами першого ж сезону роботи привів до першої у її історії перемоги в молодіжному чемпіонаті Італії.
1982 року став головним тренером команди «Лечче» із Серії B. На початку сезону 1983/84 був призначений головним тренером іншої друголігової команди, «Катандзаро», з якої був звільнений через незадовільні результати вже після дев'яти стартових турів першості.
1984 року повернувся до «Інтернаціонале», у структурі якого очолив команду дублерів, а в листопаді 1985 року, після одинадцяти турів сезону 1985/86, змінив Іларіо Кастаньєра на посаді головного тренера основної команди клубу. Під його керівництвом «нерадзуррі» завершили сезон на шостому місці у чемпіонаті. Результат не задовільнив керівництво клубу і вже у міжсезоння Корсо поступився посадою Джованні Трапаттоні.
Протягом 2 років, починаючи з 1987, був головним тренером команди «Мантова», яку за результатами першого сезону роботи привів до перемоги у Серії C2, четвертому італійському дивізіоні. Згодом працював з нижчоліговою «Барлеттою», а останнім місцем тренерської робти Корсо стала «Верона», команду якої він очолював протягом частини 1992 року у тандемі з Нільсом Лідгольмом.
Потому повернувся до «Інтера», де працював на адміністративних посадах.

## Статистика виступів

### Статистика клубних виступів
| Сезон              | Команда            | Чемпіонат          | Чемпіонат | Чемпіонат | Національний кубок | Національний кубок | Національний кубок | Континентальні кубки | Континентальні кубки | Континентальні кубки | Інші змагання | Інші змагання | Інші змагання | Усього | Усього |
| Сезон              | Команда            | Ліга               | Ігор      | Голів     | Ліга               | Ігор               | Голів              | Ліга                 | Ігор                 | Голів                | Ліга          | Ігор          | Голів         | Ігор   | Голів  |
| ------------------ | ------------------ | ------------------ | --------- | --------- | ------------------ | ------------------ | ------------------ | -------------------- | -------------------- | -------------------- | ------------- | ------------- | ------------- | ------ | ------ |
| 1957–58            | «Інтернаціонале»   | A                  | 0         | 0         | КІ                 | 1                  | 1                  | -                    | -                    | -                    | -             | -             | -             | 1      | 1      |
| 1958–59            | «Інтернаціонале»   | A                  | 18        | 4         | КІ                 | 4                  | 1                  | КЯ                   | 1                    | 0                    | -             | -             | -             | 23     | 5      |
| 1959–60            | «Інтернаціонале»   | A                  | 31        | 7         | КІ                 | 1                  | 3                  | -                    | -                    | -                    | -             | -             | -             | 32     | 10     |
| 1960–61            | «Інтернаціонале»   | A                  | 31        | 10        | КІ                 | 3                  | 1                  | КЯ                   | 5                    | 3                    | -             | -             | -             | 39     | 14     |
| 1961–62            | «Інтернаціонале»   | A                  | 30        | 9         | -                  | -                  | -                  | КЯ                   | 2                    | 0                    | -             | -             | -             | 32     | 9      |
| 1962–63            | «Інтернаціонале»   | A                  | 30        | 8         | КІ                 | 1                  | 0                  | -                    | -                    | -                    | -             | -             | -             | 31     | 8      |
| 1963–64            | «Інтернаціонале»   | A                  | 28+1      | 6+0       | -                  | -                  | -                  | КЧ                   | 5                    | 2                    | -             | -             | -             | 34     | 8      |
| 1964–65            | «Інтернаціонале»   | A                  | 30        | 8         | КІ                 | 2                  | 0                  | КЧ                   | 5                    | 1                    | МКК           | 3             | 2             | 40     | 11     |
| 1965–66            | «Інтернаціонале»   | A                  | 30        | 3         | -                  | -                  | -                  | КЧ                   | 4                    | 1                    | МКК           | 2             | 0             | 36     | 4      |
| 1966–67            | «Інтернаціонале»   | A                  | 32        | 4         | -                  | -                  | -                  | КЧ                   | 9                    | 1                    | -             | -             | -             | 41     | 5      |
| 1967–68            | «Інтернаціонале»   | A                  | 24        | 2         | КІ                 | 7                  | 1                  | -                    | -                    | -                    | -             | -             | -             | 31     | 3      |
| 1968–69            | «Інтернаціонале»   | A                  | 27        | 4         | -                  | -                  | -                  | -                    | -                    | -                    | -             | -             | -             | 27     | 4      |
| 1969–70            | «Інтернаціонале»   | A                  | 23        | 2         | КІ                 | 5                  | 1                  | КЯ                   | 8                    | 0                    | -             | -             | -             | 36     | 3      |
| 1970–71            | «Інтернаціонале»   | A                  | 29        | 3         | КІ                 | 1                  | 0                  | КЯ                   | 2                    | 0                    | АІК+МАП       | 3+4           | 0             | 39     | 3      |
| 1971–72            | «Інтернаціонале»   | A                  | 29        | 2         | КІ                 | 9                  | 1                  | КЧ                   | 2                    | 0                    | -             | -             | -             | 40     | 3      |
| 1972–73            | «Інтернаціонале»   | A                  | 21        | 3         | КІ                 | 6                  | 0                  | -                    | -                    | -                    | -             | -             | -             | 27     | 3      |
| Усього за «Інтер»  | Усього за «Інтер»  | Усього за «Інтер»  | 413+1     | 75+0      |                    | 40                 | 9                  |                      | 48                   | 10                   |               | 7             | 0             | 509    | 94     |
| 1973–74            | «Дженоа»           | A                  | 23        | 3         | -                  | -                  | -                  | -                    | -                    | -                    | -             | -             | -             | 23     | 3      |
| 1974–75            | «Дженоа»           | B                  | 3         | 0         | -                  | -                  | -                  | -                    | -                    | -                    | -             | -             | -             | 3      | 0      |
| Усього за «Дженоа» | Усього за «Дженоа» | Усього за «Дженоа» | 26        | 3         |                    | -                  | -                  |                      | -                    | -                    |               | -             | -             | 26     | 3      |
| Усього за кар'єру  | Усього за кар'єру  | Усього за кар'єру  | 439+1     | 78+0      |                    | 40                 | 9                  |                      | 42                   | 10                   |               | 7             | 0             | 535    | 97     |

### Статистика виступів за збірну
| Дата       | Місто     | Господарі | Результат | Гості      | Турнір            | Голи | Примітки |
| ---------- | --------- | --------- | --------- | ---------- | ----------------- | ---- | -------- |
| 24-5-1961  | Рим       | Італія    | 2 – 3     | Англія     | товариський матч  | -    |          |
| 15-6-1961  | Флоренція | Італія    | 4 – 1     | Аргентина  | товариський матч  | -    | 46'      |
| 15-10-1961 | Тель-Авів | Ізраїль   | 2 – 4     | Італія     | Відбір до ЧС 1962 | 2    |          |
| 4-11-1961  | Турин     | Італія    | 6 – 0     | Ізраїль    | Відбір до ЧС 1962 | 1    |          |
| 27-3-1963  | Стамбул   | Туреччина | 0 – 1     | Італія     | Відбір до ЧЄ 1964 | -    |          |
| 12-5-1963  | Мілан     | Італія    | 3 – 0     | Бразилія   | товариський матч  | -    | 57'      |
| 9-6-1963   | Відень    | Австрія   | 0 – 1     | Італія     | товариський матч  | -    | 46'      |
| 13-10-1963 | Москва    | СРСР      | 2 – 0     | Італія     | Відбір до ЧЄ 1964 | -    |          |
| 14-12-1963 | Турин     | Італія    | 1 – 0     | Австрія    | товариський матч  | -    |          |
| 10-5-1964  | Лозанна   | Швейцарія | 1 – 3     | Італія     | товариський матч  | 1    |          |
| 4-11-1964  | Генуя     | Італія    | 6 – 1     | Фінляндія  | Відбір до ЧС 1966 | -    |          |
| 13-3-1965  | Гамбург   | ФРН       | 1 – 1     | Італія     | товариський матч  | -    | 46'      |
| 18-4-1965  | Варшава   | Польща    | 0 – 0     | Італія     | Відбір до ЧС 1966 | -    |          |
| 16-6-1965  | Мальме    | Швеція    | 2 – 2     | Італія     | товариський матч  | -    | 75'      |
| 19-3-1966  | Париж     | Франція   | 0 – 0     | Італія     | товариський матч  | -    |          |
| 18-6-1966  | Мілан     | Італія    | 1 – 0     | Австрія    | товариський матч  | -    |          |
| 1-11-1966  | Мілан     | Італія    | 1 – 0     | СРСР       | товариський матч  | -    |          |
| 26-11-1966 | Неаполь   | Італія    | 3 – 1     | Румунія    | Відбір до ЧЄ 1968 | -    |          |
| 22-3-1967  | Нікосія   | Кіпр      | 0 – 2     | Італія     | Відбір до ЧЄ 1968 | -    |          |
| 27-3-1967  | Рим       | Італія    | 1 – 1     | Португалія | товариський матч  | -    |          |
| 10-5-1971  | Дублін    | Ірландія  | 1 – 2     | Італія     | Відбір до ЧЄ 1972 | -    |          |
| 25-9-1971  | Генуя     | Італія    | 2 – 0     | Мексика    | товариський матч  | -    | 46'      |
| 9-10-1971  | Мілан     | Італія    | 3 – 0     | Швеція     | Відбір до ЧЄ 1972 | -    | 81'      |
| Усього     |           | Матчів    | 23        |            | Голів             | 4    |          |

## Титули і досягнення

### Як гравця
- Чемпіон Італії (4):

«Інтернаціонале»: 1962–1963, 1964–1965, 1965–1966, 1970–1971
- Володар Кубка чемпіонів УЄФА (2):

«Інтернаціонале»: 1963–1964, 1964–1965
- Володар Міжконтинентального кубка (2):

«Інтернаціонале»: 1964, 1965
- Чемпіон Європи (U-18): 1958